# Света Богородица Петричка
„Света Богородица Петричка“ (на гръцки: Παναγία Πετριτσιώτισσα) е средновековна, укрепена църква, разположена в Асеновата крепост (Петрич) над Асеновград, България. Крепостта се намира в планината Родопи, на 2 km от Асеновград.
- Църквата в началото на XX век